# Яковенко Григорій Прокопович
Григорій Прокопович Яковенко (19 листопада 1895, Катеринівка — 27 квітня 1940 ?) — український письменник.

## Біографія
Народився у селі Катеринівка, тепер Дніпропетровської області. Належав до літературної організації «Плуг». Автор повістей «Прапорщик Голобузенко» (1925), «Вербівчани» (1928), «Три елементи» (1930) і роману про колективізацію «Боротьба триває» (1931). Яковенко відомий з того, що з його виступу проти М. Хвильового почалася літературна дискусія 1925. А саме, стаття Яковенка «Про критиків і критику в літературі» надр. в «Культурі і побуті» (1925, № 17), викликала різку відповідь Хвильового в його памфлеті «Про сатану в бочці, або про графоманів, спекулянтів та інших просвітян» (надр. у збірці «Камо грядеш», Х., 1925).
У Києві мешкав у будинку письменників Роліт. 1935 р. безпідставно заарештований і засуджений до ув'язнення на 4 роки. Подальша доля невідома. Реабілітований 1957 р.